# Miklós Jancsó
Dans le nom hongrois Jancsó Miklós, le nom de famille précède le prénom, mais cet article utilise l’ordre habituel en français Miklós Jancsó, où le prénom précède le nom.
Miklós Jancsó, né le 27 septembre 1921 à Vác et mort le 31 janvier 2014 à Budapest, est un cinéaste hongrois.

## Biographie
Il suit des études de droit, d’ethnographie et d’histoire de l’art, puis apprend la réalisation à l’École supérieure de cinéma (Filmművészeti Főiskola, aujourd'hui université d'art dramatique et cinématographique) de Budapest entre 1946 et 1950, d'où il sort diplômé en 1951. Très influencé par l'œuvre de Zsigmond Móricz, il a milité dans un mouvement de gauche qui s'intéressait à l'enfance ouvrière et paysanne. Pour de nombreux films, il s'attache à l'histoire de la Hongrie. Ainsi, Cantate (1962), qui est l'adaptation de Cantata profana du compositeur hongrois Béla Bartók est une métaphore de l'insurrection de Budapest de 1956. Les Sans-Espoir (1965) évoque la période de la révolution hongroise de 1848. Trois de ses films suivants abordent la période de luttes sanglantes entre révolutionnaires et contre-révolutionnaires, autour des années 1918-1919 : Rouges et blancs (1967), Silence et cri (1968) et Agnus Dei (Égi bárány) (1971). Psaume rouge (1972) « propose un "condensé" des révoltes paysannes à la fin du XIXe siècle » (Émile Breton : Dictionnaire des films, Microcosme/Seuil). Il connaît une reconnaissance internationale principalement dans les années 1960 et 1970 (prix de la mise en scène au Festival de Cannes en 1972 pour Psaume rouge).
En 1973, il reçoit le prix Kossuth.
Dans les années qui suivent, il enseigne le cinéma à travers le monde (Italie, États-Unis et Hongrie), tout en continuant à réaliser mais sans connaître le même succès. Pour Jacques Mandelbaum dans Le Monde, Psaume rouge « est l’apogée d’une œuvre qui va se poursuivre jusqu’en 2010, mais dont on perd insensiblement la trace dès la mi-temps des années 1970 […]. Force est de reconnaître qu’une grande partie des films réalisés par Miklos Jancso à compter des années 1980 n’ont tout bonnement plus été visibles. »
Il fut marié à la réalisatrice Márta Mészáros.
Il était membre d'honneur du Club de Budapest.
Une rétrospective lui est consacrée à la Cinémathèque française en 2015

## Filmographie

Miklós Jancsó en 2000

### Fiction

#### Longs métrages
- 1958 : Les cloches sont parties à Rome (A harangok Rómába mentek)
- 1960 : Trois Étoiles (Három csillag), coréalisateur
- 1963 : Cantate (Oldás és kötés)
- 1965 : Mon chemin (Így jöttem)
- 1965 : Les Sans-Espoir (Szegénylegények)
- 1967 : Rouges et Blancs (Csillagosok, katónak)
- 1968 : Silence et Cri (Csend és kiáltás)
- 1969 : Ah ! ça ira (Fényes szellek)
- 1969 : Sirocco d'hiver (Sirokkó)
- 1969 : Decameron '69 (segment)
- 1970 : La Pacifiste (La pacifista)
- 1971 : Agnus Dei (Égi bárány)
- 1972 : Psaume rouge (Még kér a nép)
- 1972 : La Technique et le Rite (La tecnica e il rito), téléfilm
- 1974 : Roma rivuole Cesare, téléfilm
- 1974 : Pour Électre (Szerelmem, Elektra)
- 1975 : Vices privés, vertus publiques (Vizi privati, pubbliche virtù)
- 1978 : Rhapsodie hongroise (Magyar rapszódia)
- 1979 : Allegro barbaro
- 1981 : Le Cœur du tyran (A zsarnok szíve, avagy Boccaccio Magyarországon)
- 1984 : Muzsika, téléfilm
- 1985 : L'Aube (A hajnal)
- 1987 : La Saison des monstres (Szörnyek évadja)
- 1989 : L'Horoscope de Jésus-Christ (Jézus Krisztus horoszkópja)
- 1991 : Dieu marche à reculons (Isten hátrafelé megy)
- 1992 : La Valse du Danube bleu (de) (Kék Duna keringő)
- 1996 : Szeressük egymást, gyerekek! (segment A nagy agyhalál)
- 1999 : La Lanterne du Seigneur à Budapest (Nekem lámpást adott kezembe az Úr, Pesten)
- 2000 : Putain ! Les moustiques (Anyád! A szúnyogok)
- 2001 : Last Supper at the Arabian Gray Horse (Utolsó vacsora az Arabs Szürkénél)
- 2002 : Réveille-toi et reste éveillé (Kelj fel, komám, ne aludjál)
- 2004 : La Bataille pour Mohacs (A mohácsi vész)
- 2006 : Ed a pris son déjeuner (Ede megevé ebédem), coréalisé par István Márton
- 2010 : C'est la vérité (Oda az igazság)
- 2012 : Magyarország 2011 (segment)

#### Moyens métrages
- 1995 : Elmondták-e...?
- 1997 : Hösök tere - régi búnk és... I
- 1997 : Hösök tere - régi búnk és... II

#### Courts métrages
- 1958 : A város peremén
- 1959 : Immortalité (Halhatatlanság)
- 1966 : Glory, Glory, Alléluia (Közelröl: a vér)
- 1994 : A nagy agyhalál

#### Série télévisée
- 1984 : Faustus doktor boldogságos pokoljárása

### Documentaires

#### Longs métrages
- 1977 : Laboratorio teatrale di Luca Ronconi, téléfilm
- 1984 : Omega, Omega, Omega, téléfilm de concert

#### Moyens métrages
- 1983 : Capitali culturali d'Europa : Budapest, téléfilm
- 1984 : Jancsó sukulaisten luona, téléfilm
- 1994 : Kövek üzenete: Budapest
- 1994 : Kövek üzenete: Máramaros
- 1994 : Kövek üzenete: Hegyalja
- 1996 : Joue, Félix, joue ! (Játssz, Félix, játssz!)
- 1998 : Sír a madár
- 2004 : Európából Európába (segment 3)

#### Courts métrages
- 1950 : Nous tenons entre nos mains la cause de la paix (Kezünkbe vettük a béke ügyét)
- 1951 : Les Enseignements de la délégation agricole soviétique (A szovjet mezögazdasági küldöttek tanításai)
- 1952 : A 8. szabad május 1
- 1953 : Moisson à la coopérative Dózsa
- 1953 : Közös után
- 1954 : Portraits d'une exposition (Egy kiállítás képei)
- 1954 : Boire l'eau de Tisza (Éltetö Tisza-víz)
- 1954 : Un automne a Badacsony (Ösz Badacsonyban)
- 1954 : Protestez ! (Emberek! Ne engedjétek!)
- 1954 : Le Long de la Galga (Galga mentén)
- 1955 : Varsói világifjúsági talákozó I-III
- 1955 : Un après-midi au monastère de Koppány (Egy délután Koppánymonostorban)
- 1955 : Les Jeunes d'Angyalföld (Angyalföldi fiatalok)
- 1955 : Jeunes, souvenez-vous ! (Emlékezz, ifjúság!)
- 1956 : Zsigmond Móricz 1879-1942 (Móricz Zsigmond 1879-1942)
- 1957 : Notre visite en Chine (Kína vendégei voltunk)
- 1957 : Les Paysages de la Chine du Sud (Dél-Kína tájain)
- 1957 : Les Palais de Pékin (Peking palotái)
- 1957 : Couleurs de Chine (Színfoltok Kínából)
- 1958 : Gyula Derkovits 1894-1934 (Derkovits Gyula 1894-1934)
- 1959 : Isotopes en médecine (Izotópok a gyógyászatban)
- 1960 : L'Art de vendre (Az eladás müvészete)
- 1961 : La Roue du temps (Az idö kereke)
- 1961 : Crépuscules et Aubes (Alkonyok és hajnalok)
- 1962 : Aventure indienne (Indiántörténet)
- 1964 : Un ancien chant populaire (Hej, te eleven fa...)
- 1965 : La Présence (Jelenlét)
- 1968 : Mai rouge (Vörös május)
- 1970 : Fumée (Füst)
- 1978 : Deuxième Présence (Második jelenlét)
- 1986 : Troisième Présence (Harmadik jelenlét)

## Récompenses et distinctions
- Festival de Cannes 1966 : en compétition pour la Palme d'or pour Les Sans-espoir
- Mostra de Venise 1968 : en compétition pour le Lion d'or pour Silence et cri
- Prix du Syndicat Français de la Critique de Cinéma 1969 : Meilleur film étranger pour Rouges et blancs
- Festival de Cannes 1972 : Prix de la mise en scène pour Psaume Rouge
- Festival de Cannes 1975 : en compétition pour la Palme d'or pour Pour Electre
- Festival de Cannes 1976 : en compétition pour la Palme d'or pour Vices privés, vertus publiques
- Festival de Cannes 1979 : en compétition pour la Palme d'or pour Rhapsodie hongroise
- Mostra de Venise 1981 : en compétition pour le Lion d'or pour Le Coeur du tyran
- Berlinale 1986 : en compétition pour l'Ours d'or pour L'Aube
- Mostra de Venise 1987 : Mention spéciale pour La Saison des monstres
- Mostra de Venise 1990 : Lion d'or pour la carrière
- Festival des films du monde de Montréal 1992 : Prix de la mise en scène pour La Valse du Danube bleu
- Festival du film de Taormine 2003 : Prix Taormina Arte d'honneur